# Grand Prix Toskanii 2020
Grand Prix Toskanii 2020, oficjalnie Formula 1 Pirelli Gran Premio Della Toscana Ferrari 1000 2020 – dziewiąta runda Mistrzostw Świata Formuły 1 w sezonie 2020. Grand Prix odbyło się w dniach 11–13 września 2020 na torze Mugello Circuit w Mugello. Wyścig po starcie z pole position wygrał Lewis Hamilton (Mercedes), a na podium stanęli kolejno Valtteri Bottas (Mercedes) i Alexander Albon (Red Bull). Dla Taja było to pierwsze podium w karierze.

## Tło
Pierwotny kalendarz Formuły 1 na sezon 2020 zakładał organizację 22 eliminacji. Jednakże w związku z pandemią COVID-19 znacznie przeprojektowano kalendarz. 10 lipca potwierdzono o dodaniu Grand Prix Toskanii do kalendarza.
Planowo Grand Prix Toskanii miał być pierwszą eliminacją Formuły 1 sezonu 2020 z udziałem kibiców. Organizator ograniczył jednak pulę biletów do 2880 sztuk na każdy dzień weekendu.

## Lista startowa
| Nr          | Kierowca           | Zespół                        | Samochód                           | Silnik                      | Opony |
| ----------- | ------------------ | ----------------------------- | ---------------------------------- | --------------------------- | ----- |
| 3           | Daniel Ricciardo   | Renault DP World F1 Team      | Renault R.S.20                     | Renault E-Tech 20 1,6 V6T   | P     |
| 4           | Lando Norris       | McLaren F1 Team               | McLaren MCL35                      | Renault E-Tech 20 1,6 V6T   | P     |
| 5           | Sebastian Vettel   | Scuderia Ferrari              | Ferrari SF1000                     | Ferrari 065 1,6 V6T         | P     |
| 6           | Nicholas Latifi    | Williams Racing               | Williams FW43                      | Mercedes-AMG F1 M11 1,6 V6T | P     |
| 7           | Kimi Räikkönen     | Alfa Romeo Racing ORLEN       | Alfa Romeo C39                     | Ferrari 065 1,6 V6T         | P     |
| 8           | Romain Grosjean    | Haas F1 Team                  | Haas VF-20                         | Ferrari 065 1,6 V6T         | P     |
| 10          | Pierre Gasly       | Scuderia AlphaTauri Honda     | AlphaTauri AT01                    | Honda RA620H 1,6 V6T        | P     |
| 11          | Sergio Pérez       | BWT Racing Point F1 Team      | Racing Point RP20                  | BWT Mercedes 1,6 V6T        | P     |
| 16          | Charles Leclerc    | Scuderia Ferrari              | Ferrari SF1000                     | Ferrari 065 1,6 V6T         | P     |
| 18          | Lance Stroll       | BWT Racing Point F1 Team      | Racing Point RP20                  | BWT Mercedes 1,6 V6T        | P     |
| 20          | Kevin Magnussen    | Haas F1 Team                  | Haas VF-20                         | Ferrari 065 1,6 V6T         | P     |
| 23          | Alexander Albon    | Aston Martin Red Bull Racing  | Red Bull RB16                      | Honda RA620H 1,6 V6T        | P     |
| 26          | Daniił Kwiat       | Scuderia AlphaTauri Honda     | AlphaTauri AT01                    | Honda RA620H 1,6 V6T        | P     |
| 31          | Esteban Ocon       | Renault DP World F1 Team      | Renault R.S.20                     | Renault E-Tech 20 1,6 V6T   | P     |
| 33          | Max Verstappen     | Aston Martin Red Bull Racing  | Red Bull RB16                      | Honda RA620H 1,6 V6T        | P     |
| 44          | Lewis Hamilton     | Mercedes-AMG Petronas F1 Team | Mercedes-AMG F1 W11 EQ Performance | Mercedes-AMG F1 M11 1,6 V6T | P     |
| 55          | Carlos Sainz Jr.   | McLaren F1 Team               | McLaren MCL35                      | Renault E-Tech 20 1,6 V6T   | P     |
| 63          | George Russell     | Williams Racing               | Williams FW43                      | Mercedes-AMG F1 M11 1,6 V6T | P     |
| 77          | Valtteri Bottas    | Mercedes-AMG Petronas F1 Team | Mercedes-AMG F1 W11 EQ Performance | Mercedes-AMG F1 M11 1,6 V6T | P     |
| 99          | Antonio Giovinazzi | Alfa Romeo Racing ORLEN       | Alfa Romeo C39                     | Ferrari 065 1,6 V6T         | P     |
| Źródło: FIA |                    |                               |                                    |                             |       |

## Wyniki

### Zwycięzcy sesji treningowych
| Sesja       | Nr | Kierowca        | Konstruktor | Czas     | Okr. |
| ----------- | -- | --------------- | ----------- | -------- | ---- |
| 1           | 77 | Valtteri Bottas | Mercedes    | 1:17,879 | 33   |
| 2           | 77 | Valtteri Bottas | Mercedes    | 1:16,989 | 28   |
| 3           | 77 | Valtteri Bottas | Mercedes    | 1:16,530 | 17   |
| Źródło: FIA |    |                 |             |          |      |

### Kwalifikacje
| P                    | Nr | Kierowca           | Konstruktor               | Czasy w kwalifikacjach | Czasy w kwalifikacjach | Czasy w kwalifikacjach | Poz. s. |
| P                    | Nr | Kierowca           | Konstruktor               | Q1                     | Q2                     | Q3                     | Poz. s. |
| -------------------- | -- | ------------------ | ------------------------- | ---------------------- | ---------------------- | ---------------------- | ------- |
| 1                    | 44 | Lewis Hamilton     | Mercedes                  | 1:15,778               | 1:15,309               | 1:15,144               | 1       |
| 2                    | 77 | Valtteri Bottas    | Mercedes                  | 1:15,749               | 1:15,322               | 1:15,203               | 2       |
| 3                    | 33 | Max Verstappen     | Red Bull Racing-Honda     | 1:16,335               | 1:15,471               | 1:15,509               | 3       |
| 4                    | 23 | Alexander Albon    | Red Bull Racing-Honda     | 1:16,527               | 1:15,914               | 1:15,954               | 4       |
| 5                    | 16 | Charles Leclerc    | Ferrari                   | 1:16,698               | 1:16,324               | 1:16,270               | 5       |
| 6                    | 11 | Sergio Pérez       | Racing Point-BWT Mercedes | 1:16,596               | 1:16,489               | 1:16,311               | 7       |
| 7                    | 18 | Lance Stroll       | Racing Point-BWT Mercedes | 1:16,701               | 1:16,271               | 1:16,356               | 6       |
| 8                    | 3  | Daniel Ricciardo   | Renault                   | 1:16,981               | 1:16,243               | 1:16,543               | 8       |
| 9                    | 55 | Carlos Sainz Jr.   | McLaren-Renault           | 1:16,993               | 1:16,522               | 1:17,870               | 9       |
| 10                   | 31 | Esteban Ocon       | Renault                   | 1:16,825               | 1:16,297               | —                      | 10      |
| 11                   | 4  | Lando Norris       | McLaren-Renault           | 1:16,895               | 1:16,640               |                        | 11      |
| 12                   | 26 | Daniił Kwiat       | AlphaTauri-Honda          | 1:16,928               | 1:16,854               |                        | 12      |
| 13                   | 7  | Kimi Räikkönen     | Alfa Romeo-Ferrari        | 1:17,059               | 1:16,854               |                        | 13      |
| 14                   | 5  | Sebastian Vettel   | Ferrari                   | 1:17,072               | 1:16,858               |                        | 14      |
| 15                   | 8  | Romain Grosjean    | Haas-Ferrari              | 1:17,069               | 1:17,254               |                        | 15      |
| 16                   | 10 | Pierre Gasly       | AlphaTauri-Honda          | 1:17,125               |                        |                        | 16      |
| 17                   | 99 | Antonio Giovinazzi | Alfa Romeo-Ferrari        | 1:17,220               |                        |                        | 17      |
| 18                   | 63 | George Russell     | Williams-Mercedes         | 1:17,232               |                        |                        | 18      |
| 19                   | 6  | Nicholas Latifi    | Williams-Mercedes         | 1:17,320               |                        |                        | 19      |
| 20                   | 20 | Kevin Magnussen    | Haas-Ferrari              | 1:17,348               |                        |                        | 20      |
| 107% czasu: 1:21,051 |    |                    |                           |                        |                        |                        |         |
| Źródło: FIA          |    |                    |                           |                        |                        |                        |         |

Uwagi
1. ↑  Sergio Pérez otrzymał karę cofnięcia o 1 pozycje za spowodowanie kolizji z Kimi Räikkönenem podczas drugiej sesji treningowej[9].
2. 1 2  Daniił Kwiat i Kimi Räikkönen ustanowili identyczne czasy, ale wyżej sklasyfikowany został Kwiat, ponieważ ustanowił ten czas jako pierwszy.

### Wyścig
| P           | Nr | Kierowca           | Konstruktor               | Okr. | Czas                       | Start | +/–       | Punkty |
| ----------- | -- | ------------------ | ------------------------- | ---- | -------------------------- | ----- | --------- | ------ |
| 1           | 44 | Lewis Hamilton     | Mercedes                  | 59   | 2:19:35,060                | 1     | Bez zmian | 25+1   |
| 2           | 77 | Valtteri Bottas    | Mercedes                  | 59   | +4,880                     | 2     | Bez zmian | 18     |
| 3           | 23 | Alexander Albon    | Red Bull Racing-Honda     | 59   | +8,604                     | 4     | 1         | 15     |
| 4           | 3  | Daniel Ricciardo   | Renault                   | 59   | +10,417                    | 8     | 4         | 12     |
| 5           | 11 | Sergio Pérez       | Racing Point-BWT Mercedes | 59   | +15,650                    | 7     | 2         | 10     |
| 6           | 4  | Lando Norris       | McLaren-Renault           | 59   | +18,883                    | 11    | 5         | 8      |
| 7           | 26 | Daniił Kwiat       | AlphaTauri-Honda          | 59   | +21,756                    | 12    | 5         | 6      |
| 8           | 16 | Charles Leclerc    | Ferrari                   | 59   | +28,345                    | 5     | 3         | 4      |
| 9           | 7  | Kimi Räikkönen     | Alfa Romeo-Ferrari        | 59   | +29,770                    | 13    | 4         | 2      |
| 10          | 5  | Sebastian Vettel   | Ferrari                   | 59   | +29,983                    | 14    | 4         | 1      |
| 11          | 63 | George Russell     | Williams-Mercedes         | 59   | +32,404                    | 18    | 7         |        |
| 12          | 8  | Romain Grosjean    | Haas-Ferrari              | 59   | +42,036                    | 15    | 3         |        |
| NS          | 18 | Lance Stroll       | Racing Point-BWT Mercedes | 42   | NU (wypadek)               | 6     |           |        |
| NS          | 31 | Esteban Ocon       | Renault                   | 7    | NU (hamulce)               | 10    |           |        |
| NS          | 6  | Nicholas Latifi    | Williams-Mercedes         | 6    | NU (uszkodzenia kolizyjne) | 19    |           |        |
| NS          | 20 | Kevin Magnussen    | Haas-Ferrari              | 5    | NU (kolizja)               | 20    |           |        |
| NS          | 99 | Antonio Giovinazzi | Alfa Romeo-Ferrari        | 5    | NU (kolizja)               | 17    |           |        |
| NS          | 55 | Carlos Sainz Jr.   | McLaren-Renault           | 5    | NU (kolizja)               | 9     |           |        |
| NS          | 33 | Max Verstappen     | Red Bull Racing-Honda     | 0    | NU (kolizja)               | 3     |           |        |
| NS          | 10 | Pierre Gasly       | AlphaTauri-Honda          | 0    | NU (kolizja)               | 16    |           |        |
| Źródło: FIA |    |                    |                           |      |                            |       |           |        |

Uwagi
1. ↑  Dodatkowy 1 punkt jest przyznawany kierowcy, który ustanowił najszybsze okrążenie w wyścigu, pod warunkiem, że ukończył wyścig w pierwszej 10.
2. ↑  Kimi Räikkönen ukończył wyścig na ósmym miejscu, ale otrzymał karę 5 sekund doliczonych do uzyskanego czasu za przekroczenie białej linii przy wjeździe do alei serwisowej[12].

### Najszybsze okrążenie
| Nr          | Kierowca       | Konstruktor | Czas     | Okr. |
| ----------- | -------------- | ----------- | -------- | ---- |
| 44          | Lewis Hamilton | Mercedes    | 1:18,833 | 58   |
| Źródło: FIA |                |             |          |      |

### Prowadzenie w wyścigu
| Nr                              | Kierowca        | Konstruktor | Okrążenia | Suma |
| ------------------------------- | --------------- | ----------- | --------- | ---- |
| 77                              | Valtteri Bottas | Mercedes    | 1–9       | 9    |
| 44                              | Lewis Hamilton  | Mercedes    | 10–59     | 50   |
| \| Wykres \| \| ------ \| \| \| |                 |             |           |      |
| Źródło: FIA                     |                 |             |           |      |
| Wykres                          |                 |             |           |      |
|                                 |                 |             |           |      |

## Klasyfikacja po wyścigu

### Kierowcy
Źródło: FIA
| P  | +/− | Kierowca           | Starty | Punkty | P1 | P2 | P3 | PP | NO | NS |
| -- | --- | ------------------ | ------ | ------ | -- | -- | -- | -- | -- | -- |
| 1  | 0   | Lewis Hamilton     | 9      | 190    | 6  | 1  | –  | 7  | 4  | –  |
| 2  | 0   | Valtteri Bottas    | 9      | 135    | 1  | 3  | 3  | 2  | 1  | –  |
| 3  | 0   | Max Verstappen     | 9      | 110    | 1  | 3  | 2  | –  | 1  | 3  |
| 4  | +1  | Lando Norris       | 9      | 65     | –  | –  | 1  | –  | 1  | –  |
| 5  | +1  | Alexander Albon    | 9      | 63     | –  | –  | 1  | –  | –  | –  |
| 6  | −2  | Lance Stroll       | 9      | 57     | –  | –  | 1  | –  | –  | 2  |
| 7  | +3  | Daniel Ricciardo   | 9      | 53     | –  | –  | –  | –  | 1  | 1  |
| 8  | −1  | Charles Leclerc    | 9      | 49     | –  | 1  | 1  | –  | –  | 3  |
| 9  | +2  | Sergio Pérez       | 7      | 44     | –  | –  | –  | –  | –  | –  |
| 10 | −2  | Pierre Gasly       | 9      | 43     | 1  | –  | –  | –  | –  | 2  |
| 11 | −2  | Carlos Sainz Jr.   | 9      | 41     | –  | 1  | –  | –  | 1  | 2  |
| 12 | 0   | Esteban Ocon       | 9      | 30     | –  | –  | –  | –  | –  | 2  |
| 13 | 0   | Sebastian Vettel   | 9      | 17     | –  | –  | –  | –  | –  | 2  |
| 14 | +1  | Daniił Kwiat       | 9      | 10     | –  | –  | –  | –  | –  | 1  |
| 15 | −1  | Nico Hülkenberg    | 2      | 6      | –  | –  | –  | –  | –  | 1  |
| 16 | +3  | Kimi Räikkönen     | 9      | 2      | –  | –  | –  | –  | –  | 1  |
| 17 | −1  | Antonio Giovinazzi | 9      | 2      | –  | –  | –  | –  | –  | 2  |
| 18 | −1  | Kevin Magnussen    | 9      | 1      | –  | –  | –  | –  | –  | 5  |
| 19 | −1  | Nicholas Latifi    | 9      | 0      | –  | –  | –  | –  | –  | 1  |
| 20 | +1  | George Russell     | 9      | 0      | –  | –  | –  | –  | –  | 2  |
| 21 | −1  | Romain Grosjean    | 9      | 0      | –  | –  | –  | –  | –  | 1  |
| P  | +/− | Kierowca           | Starty | Punkty | P1 | P2 | P3 | PP | NO | NS |

### Konstruktorzy
Źródło: FIA
| P  | +/− | Konstruktor               | Starty | Punkty | P1 | P2 | P3 | PP | NO | NS |
| -- | --- | ------------------------- | ------ | ------ | -- | -- | -- | -- | -- | -- |
| 1  | 0   | Mercedes                  | 18     | 325    | 7  | 4  | 3  | 9  | 5  | –  |
| 2  | 0   | Red Bull Racing-Honda     | 18     | 173    | 1  | 3  | 3  | –  | 1  | 3  |
| 3  | 0   | McLaren-Renault           | 18     | 106    | –  | 1  | 1  | –  | 2  | 2  |
| 4  | 0   | Racing Point-BWT Mercedes | 18     | 92     | –  | –  | 1  | –  | –  | 3  |
| 5  | 0   | Renault                   | 18     | 83     | –  | –  | –  | –  | 1  | 3  |
| 6  | 0   | Ferrari                   | 18     | 66     | –  | 1  | 1  | –  | –  | 5  |
| 7  | 0   | Scuderia AlphaTauri-Honda | 18     | 53     | 1  | –  | –  | –  | –  | 3  |
| 8  | 0   | Alfa Romeo Racing-Ferrari | 18     | 4      | –  | –  | –  | –  | –  | 2  |
| 9  | 0   | Haas-Ferrari              | 18     | 1      | –  | –  | –  | –  | –  | 6  |
| 10 | 0   | Williams-Mercedes         | 18     | 0      | –  | –  | –  | –  | –  | 3  |
| P  | +/− | Konstruktor               | Starty | Punkty | P1 | P2 | P3 | PP | NO | NS |